# Five Minutes of Heaven
Pour plus de détails, voir Fiche technique et Distribution.
Five Minutes of Heaven (littéralement « Cinq minutes de paradis ») est un film britannico-irlandais réalisé par Oliver Hirschbiegel, sorti en 2009.

## Synopsis
L'ancien membre de l'UVF (Ulster Volunteer Force), Alistair Little (Liam Neeson), veut demander pardon pour le meurtre d'un homme pendant le conflit nord-irlandais au frère, Joe Griffin (James Nesbitt), de sa victime, qui veut se venger. Une approche du remords et de la vengeance, sachant qu'aucun protagoniste ne trouvera son salut ni dans le pardon ni dans la vengeance.

## Fiche technique
Sauf indication contraire, les informations mentionnées dans cette section peuvent être confirmées par la base de données cinématographiques IMDb,  présente dans la section « Liens externes ».
- Titre original : Five Minutes of Heaven
- Réalisation : Oliver Hirschbiegel
- Scénario : Guy Hibbert
- Musique : Leo Abrahams et David Holmes
- Direction artistique : Gillian Devenney
- Décors : Mark Lowry
- Costumes : Maggie Donnelly
- Photographie : Ruairi O'Brien
- Montage : Hans Funck
- Production : Eoin O'Callaghan et Stephen Wright
Production déléguée : Ed Guiney, François Ivernel, Andrew Lowe, Cameron McCracken, Patrick Spence et Paul Trijbits
- Sociétés de production : Big Fish Films, Element Pictures et Ruby Films ; BBC Films, Bórd Scannán na hÉireann, Northern Ireland Screen et Pathé! (coproductions)
- Sociétés de distribution : BBC Two (Royaume-Uni) ; Benelux Film Distributors (Belgique), Pathé Distribution (France)
- Pays d’origine :  Irlande /  Royaume-Uni
- Langues originales : anglais, irlandais
- Genres : drame, thriller
- Durée : 89 minutes
- Dates de sortie :
  - États-Unis : 19 janvier 2009 (festival du film de Sundance)
  - Irlande : 27 février 2009
  - Royaume-Uni : 5 avril 2009 (première diffusion télévisée)
  - France : 29 juillet 2009
  - Belgique : 20 octobre 2010

## Distribution
- Liam Neeson (VF : Richard Darbois) : Alistair Little
  - Mark Davison (VF : Sébastien Hébrant) : Alistair Little, jeune
- James Nesbitt (VF : Marc Saez) : Joe Griffin
  - Kevin O'Neill (VF : Samuel Ber) : Joe Griffin, jeune
- Diarmuid Noyes (VFB : Maxime Donnay) : Andy
- Niamh Cusack (VFB : Guylaine Gibert) : la mère d'Alistair
- Mathew McElhinney (VFB : Pablo Hertsens) : Stuart
- Conor MacNeill (VFB : Alexandre Crépet) : Dave
- Paul Garret : le père d'Alistair
- Gerard Jordan : Jim
- Paula McFetridge (VFB : Colette Sodoyez) : la mère de Joe
- Gerry Doherty (VFB : Bruno Bulté) : le père de Joe
- Luke O'Reilly : Dan
- Luke McEvoy : John
- Aiobheann Biddle : la sœur de Joe
- Ruth Matthewson : la sœur de Joe
- Carol Moore : Susan
- Barry McEvoy (en) (VFB : Philippe Allard) : le chauffeur de Joe
- Richard Orr (VFB : Bruno Buidin) : le chauffeur d'Alistair
- Richard Dormer (VFB : Philippe Résimont) : Michael
- Pauline Hutton : Sharon
- Andrea Irvine : Sarah
- Katy Gleadhill (VFB : Alexandra Corréa) : Fiona
- Paul Kennedy : preneur de son
- Juliet Crawford (VFB : Delphine Moriau) : Cathy
- Anamaria Marinca (VFB : Géraldine Frippiat) : Vika
- Jonathan Harden (VFB : Mathieu Moreau) : David
- Lalor Roddy : LandLord
- Daniel McClean : Liam
- Emma Neill : Katie
- Stella McCusker (VFB : Nicole Shirer) : Stephanie
- Amber O'Doherty : Kirsty
- Louis Rolston : le commandant de l'UVF

## Production

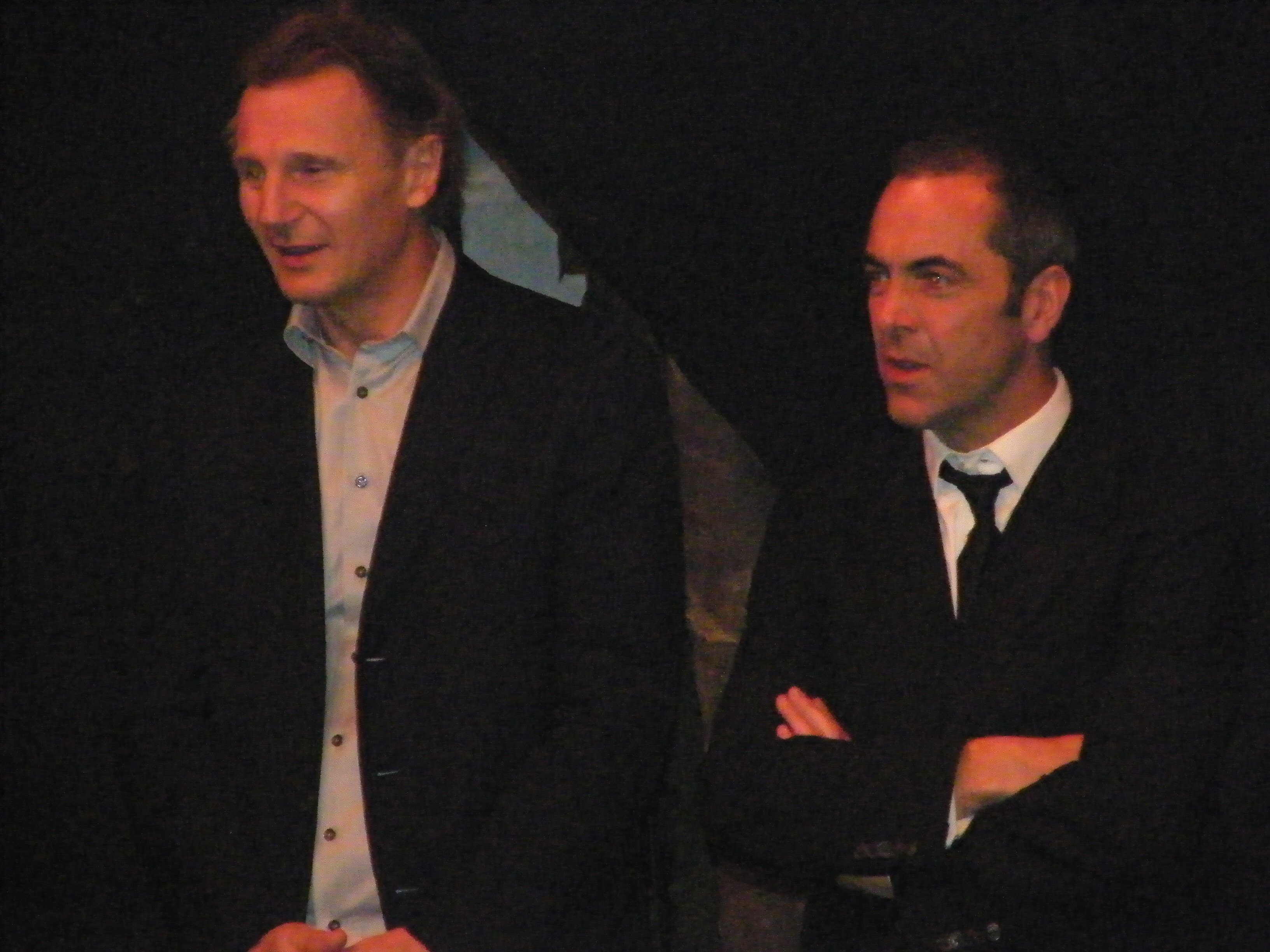
Liam Neeson et James Nesbitt, en 2018.

Le film, à l'origine, était commandé par BBC Four. Comme Guy Hibbert refuse que les producteurs de la télévision interfèrent dans son scénario, BBC Four a abandonné le projet : ils pouvaient difficilement fournir un gros budget. Pour amasser autant d'argent, la société de production indépendante Big Fish Films a trouvé des appuis financiers, y compris Northern Ireland Screen, et il a finalement été commandé par BBC Two et BBC,.
Le tournage a lieu à Belfast, Dundonald, Lurgan, Glenarm et Newtownards pendant quatre semaines, du mai au juin 2008,.

## Accueil
Le film est sélectionné et présenté au festival du film de Sundance, en janvier 2009 aux États-Unis, où il récolte les deux prix de la mise en scène du film dramatique pour Oliver Hirschbiegel et du scénario pour Guy Hibbert. Il est également sélectionné et projeté au festival international du film de Dublin, en février 2009. Il sort le 27 février 2009 en Irlande, et il diffuse déjà à la télévision sur BBC Two en anglais, le 5 avril 2009, et sur BBC One Northern Ireland, le 13 avril.
En France, il sort le 29 juillet 2009.

## Distinctions

### Récompenses
- Festival du film de Sundance 2009[4] :
  - Prix de la mise en scène du film dramatique pour Oliver Hirschbiegel
  - Prix du scénario pour Guy Hibbert
- Irish Film and Television Academy Awards 2010[8] : Meilleur film pour Eoin O'Callaghan
- Royal Television Society 2010[9] : Meilleur film
- British Academy Television Awards 2010 : Meilleur scénario pour Guy Hibbert[10]

### Nominations
- Festival du film de Sundance 2009[4] : Grand prix du jury pour Oliver Hirschbiegel
- Irish Film and Television Academy Awards 2010[8] :
  - Meilleur acteur pour Liam Neeson
  - Meilleure direction de photographie pour Ruairí O'Brien
- Royal Television Society 2010[9] : Meilleur scénariste pour Guy Hibbert
- Broadcasting Press Guild 2010[11] :
  - Meilleur film
  - Meilleur acteur pour James Nesbitt
- British Academy Television Awards 2010 : Meilleur film pour Guy Hibbert, Oliver Hirschbiegel, Eoin O'Callaghan et Stephen Wright[12]